# 아브 에피스툴리스
아브 에피스툴리스(Ab epistulis)는 로마 황제의 서신에 대한 책임을 맡던, 로마 제국의 재상 직위이다. 해당 직위는 속주의 총독 및 다른 관료들에게 만다타(Mandata, 지시서)들을 보냈다.
아브 에피스툴리스는 라틴어 (ab epistulis latinis)와 그리스어 (ab epistulis graecis)로 기록을 남겼고, 황제를 대신해 탄원에 대한 간단한 응답을 작성하기도 했다. 탄원 수취자들은 일반적으로 문필 업무에 특히 천직을 가지고 있었다.

## 유명한 아브 에피스툴리스
이 시기의 주요한 수사학자 중 한 명인 "알렉산드로스 펠로플라톤"은 170년대에 마르쿠스 아우렐리우스의 아브 에피스툴리스였다. 마르쿠스는 연설자 티레의 하드리아누스에게 인상을 받아, 그의 훌륭함을 알아보기 위해 그에게 아브 에피스툴리스 직을 제안했다. 라벤나의 아스파시오스는 그리스 연설가로, 서기 211년과 216년 사이 아브 에피스툴리스 직을 수행했다. 아일리우스 안티파테르는 카라칼라 황제의 아브 에피스툴리스로, 카라칼라는 그에게 "그리스어 서신들을 맡긴, 나의 친구이자 선생"이라 그를 정의내렸다. 마르키우스 아그리파는 카라칼라의 아 코그니티오니부스이자 아브 에피스툴리스였다.
아우구스투스는 탈루스(Thallus)를 "서신의 내용을 누설"한 것에 대해 처벌했다. 칼리굴라는 아브 에피스툴리스에게 서신을 적기 하였다. 나르키수스는 분명하게 아브 에피스툴리스로 활동했는데, 그가 아그리피나에 대한 클라우디우스의 전언 (grammata)을 맡았기 때문이었다. 베릴루스 (Beryllus)는 네로 황제의 그리스어 서신을 맡은 아브 에피스툴리스였다.

## 참고 문헌
- Millar, Fergus (2005). 《Rome, the Greek World, and the East: Government, Society, and Culture in the Roman Empire》 2. 노스캐롤라이나 대학교 출판부. 504쪽. ISBN 9780807863695.